# 051형 구축함
051형 구축함(나토코드 루다급)은 중국에서 설계, 건조된 최초의 수상 전투함정이다. 1970년대 이후 인민해방군 해군의 주력함으로 활동하였다. 네우스트라시미급 구축함에 기반해 코틀린급 구축함의 영향을 받아 설계되었다.

## 역사
1958∼59년사이 코틀린급 구축함의 일부 설계도를 입수하여 1960년 중국 선박과학 연구센터에서 설계를 시작했으나 경제적 문제로 중단되었고 중기 동력장치 모방 제작 부분만 남아 있었다. 1965년 유도탄 시험발사시 해상경계의 필요성이 제기되어 해군 총사령부에 의해 당시 국방 기술위원회 부 주임이던 유화청이 051형 유도탄 구축함의 지속적 발전을 선도하였다. 먼지저, 지난(济南, 105)함이 1968년 12월 대련의 홍기 조선소에서 건조되기 시작하여 1970년 진수, 1971년 12월에 전력화되었다.
총 17척의 051형 구축함이 1968년과 1991년 사이에 건조되었다. 오늘날에도 15척이 활동중이다. 1990년대에 대대적인 개수가 이뤄져, 구형의 replacing the old HY-1/HY-2 미사일을 신형YJ-83 (C-803)미사일로, 수동조작식의 포를 자동포로 교체하였다. 방공체계로는 8셀의 HQ-7 함대공 미사일 체계가 장착되었다.

## 계열형

### 051/051D형/루다 I
051형의 함번 #105-110은 다롄의 홍치조선소에서, 함번 #131-134 상하이의 중화조선소, 함번 #160-166 광저우의 둥난조선소에서 16척이 건조되었다. 광저우(广州, 160)함은 1978년 8월 폭발사고로 폐기되었다
051형은 2 x 3연장 HY-1/HY-2 미사일 발사기, 2 x 130mm 함포, 수동조작식의 2 x 76식 쌍열 25mm 대공포, 4 x 37mm 대공포를 장비하였다.
051D형은 76식 쌍열 37mm 대공포를 쌍열 57mm 대공포로 교체하고 대잠전지휘체계, 무선통신체계, 위성항법체계, 해상보급체계를 개선한 형식이다. 051D형 건조후 이전에 건조되었던 함선들은 모두 051D형으로 개수되었다. 

### 루다 II
지난(济南, 105)함과 카이펑(开封, 109)함은 방공지휘형으로 개수되었는데, C3I 방공통제소, ZKJ-4 전투정보체계, 381A형(라이스 쉴드)3D 장거리 대공 탐색 레이다를 위해 상부구조물이 확대되었다. 또한 HQ-8 함대공미사일 8셀이 설치되었고, 함미의 130mm함포 및 대공포등의 구조물이 철거되고 헬기데크가 설치되어 헬기 2대를 운용할 수 있게 되었다. 

### 051Z형
1977년 탄도미사일 발사시험을 관측하기 위해 개발된 형식이다. 초단파통신능력과 381A형 3D 장거리 대공 탐색 레이다, 637－Ⅱ형 정보센터를 장착하였다. 다롄(大连,110), 허베이(合肥, 132) 2척이 이 형식으로 건조되었다.

### 051G1/G2형/루다 III
SJD-2와 SJD-4 소나가 설치되었다. 이 소나체계는 가혹한 환경에서도 잠수함을 18 노트 (33 km/h)거리에서 탐지할 수 있게 해준다. 주하이 (166)는 4 x 2연장 YJ-8 대함미사일, Yu-7 경어뢰를 발사하는 2 x 3연장 324mm3 WASS A244 어뢰발사관, 톰슨-CSF TAVITAC 전투정보체계(1985년 프랑스로부터 2세트를 구입하였다.), EFR-1 라이스 램프 사격통제레이다, ESS-1 VDS 소나를 장착했다. 오버홀 동안 주하이 (166)는 HQ-7 SAM, 4 x YJ-83 미사일, 344형 사격통제레이다, 79A식 37mm 대공포를 추가로 장비했다..
| 051G형 구축함 주하이 |
| -------------------- |

The HQ-7 함대공미사일체계 16발의 여분탄을 가진 "반자동 장전"체계로 설치되었다. 같은 체계는 052형 구축함에도 사용된다. 또한 Yu-7 경어뢰를 발사하는 2 x 3연장 324mm 어뢰발사관을 장비한다.
잔장(湛江, 165)는 051G2형과 매우 유사한 051G1형으로 개수되었다.

### 051DT형/루다 IV
051DT형은 신형 ZKJ-4A-3 전투정보체계(C3I), HQ-7, 16발의 YJ-83 대함미사일, 수동조작 대공포를 76A식 2연장 37 mm 자동 대공포로 교체한 개량형이다. 2척(109 & 110)이 051DT형으로 개수되었다.